# Ушаков, Игорь Леонидович
Игорь Леонидович Ушаков (1926 — 1989) — советский художник-график, иллюстратор.

## Биография
Учился в Московском полиграфическом институте (мастерская А. Д. Гончарова). Работал художником в газетах («Правда», «Советская Россия», «Литературная газета») и журналах («Огонёк», «Работница» и др.)
Участник республиканских (Белорусская ССР) и всесоюзных художественных выставок.